# Hrabia Durham
Tytuł hrabiego Durham został kreowany w 1833 r. w parostwie Zjednoczonego Królestwa dla Johna Lambtona, 1. barona Durham
- dodatkowe tytuły:
  - wicehrabia Lambton (kreowany w 1833 r. parostwie Zjednoczonego Królestwa)
  - baron Durham (kreowany w 1828 r. w parostwie Zjednoczonego Królestwa)
- tytułem grzecznościowym najstarszego syna hrabiego Durham jest wicehrabia Lambton
- rodową siedzibą hrabiów Durham jest Lambton Castle w hrabstwie Durham

## Lista hrabiów Durham
Hrabiowie Durham 1. kreacji (parostwo Zjednoczonego Królestwa)
- 1833–1840: John George Lambton, 1. hrabia Durham
- 1840–1879: George Frederick d'Arcy Lambton, 2. hrabia Durham
- 1879–1928: John George Lambton, 3. hrabia Durham
- 1928–1929: Frederick William Lambton, 4. hrabia Durham
- 1929–1970: John Frederick Lambton, 5. hrabia Durham
- 1970–1970: Antony Claud Frederick Lambton, 6. hrabia Durham
- 2006 -: Edward Richard Lambton, 7. hrabia Durham

Najstarszy syn 7. hrabiego Durham: Frederick Lambton, wicehrabia Lambton